# Парадокс чайного листа

Синя лінія позначає вторинний потік, що зіштовхує чаїнки до центру на дні чашки.

Парадокс чайного листа — фізичний парадокс, який можна спостерігати при розмішуванні чаю у чашці. Якщо розмішувати чай, рухаючи ложку по колу, то можна побачити, що чаїнки збираються на дні у центрі чашки. Це явище суперечить наївному передбаченню, що чаїнки мають розміститися біля стінок чашки під дією відцентрової сили.
Цей парадокс описав та пояснив Альберт Ейнштейн у своїй статті «Albert Einstein et la tasse de thé de Mme Schrödinger». Ейнштейн також пов'язує механізм цього явища із законом Бера про русла річок.

## Пояснення
Розмішування рідини спричиняє її спіральний рух за рахунок відцентрових сил. З цього мало б випливати, що листки чаю будуть притиснуті до стінок чашки, оскільки вони дещо важчі за воду. Однак тертя між рухомою водою та чашкою збільшує тиск води, внаслідок чого утворюється шар високого тиску поблизу стінок. Ця різниця в тисках приводить до того що листки притискуються до центру. Таким чином, тертя створює доцентрову силу на чайні листки.